# エンプロイド・フリーチケット
エンプロイー・フリーチケット（Employee Free Ticket、「EF券」）とは、航空会社の社員に福利厚生の一環として付与される、本人及び家族向けの優待航空券のことである。

## 概要
多くの航空会社で福利厚生の1つとして付与されており、無償の他有償の優待（割引）航空券がある。日本でも航空各社でその制度がある他、その傘下のグランドハンドリング会社の社員でも一部仕様が認められているケースや、有償の優待航空券が旅行会社の社員向けにも付与されるケースがある。なお、航空会社により制度の内容や呼称が異なる。
一般の有償航空券とは違い、下記のように様々な利用制限事項がある。なお、空席がある場合のみ利用可能であるため、（特に有償の優待航空券は）航空会社にとっては効率的に空席を埋める手段の1つともなっている。

## 内容・規則
航空会社により異なる。
- 国内線、国際線でそれぞれ限られた枚数が付与され、在籍年数や職級により付与枚数は異なる。
- 社員本人のほか配偶者や父母、子ら家族が利用可能（二親等）など、会社により該当者は異なる[2]。
- 100%無償、90%無償、半額などの種類がある。
  - 燃油サーチャージや空港使用料は別途支払う。
- 自社便、もしくは系列アライアンス他社など提携している航空会社のみ利用可能。臨時便やチャーター便などは適用外である場合が多い。
- エコノミークラスの使用が基本だが、少額の追加料金を払うことで空席がある場合のみビジネスクラスの利用も可能。
- 事前予約は不可で当日空席がある場合のみ利用可能。
  - 座席の指定はできない。
  - 出発直前に急に満席になった場合は降ろされる場合もある。
- 機内でのサービス（機内食のチョイスなど）が後回しされるなど、原則一般乗客が優先となる。
- 社員本人の場合は緊急脱出の際の補助を行うことが条件となっている。
- マイレージは付与されない。